# Magaluf
Magaluf es una localidad turística española situada en el término municipal de Calviá, en la isla de Mallorca, la mayor de las Baleares. Es fronteriza al norte con la zona residencial La Porraza, al este con la localidad turística de Palmanova, al oeste con la zona residencial Sol de Mallorca y al sur con la bahía de Magaluf y su islote, el conocido también como La Porraza. Posee una playa conocida como Playa de Magaluf. Su población en 2019, acorde al Instituto Nacional de Estadística, era de 4861 habitantes. Junto con la playa de Palma, perteneciente a la capital de la isla, se trata de uno de los principales destinos turísticos a nivel europeo.
En el interior de Magaluf se hallan unas viejas salinas conocidas como «Ses Salines d'es Salobral», ya desecadas casi por completo. También es uno de los núcleos de población que forman parte del entramado del Paseo Calviá, un paseo peatonal al que se considera como el «pulmón verde» del municipio y que conecta todos sus núcleos de población. En la zona conocida como Cala Viñas, que se encuentra antes de llegar a la urbanización Sol de Mallorca, se encuentran los restos de una naveta de la Edad del Bronce, conocida como Alemany; vestigios de sus primitivos habitantes, los honderos baleáricos.
Con la llegada del auge turístico de los años 60, se consolidó como el principal destino vacacional de la isla, principalmente por gente joven del Reino Unido que buscaba diversión, alcohol barato, sol, playa y fiesta, lo cual ha consistido en el pilar de su oferta, generando así una reputación complementaria a la también conocida como destino de relajación, con playas de agua cristalina y arenas limpias y claras. En el año 2020, y desde su construcción en 1973, contaba con el mayor establecimiento hotelero de la isla, El Hotel Guadalupe Sol, con 503 habitaciones, operando con agencias de clientes británicas, alemanas, escandinavas, italianas y españolas.
Habiendo aparecido en numerosos programas de televisión del Reino Unido, así como en múltiples diarios, se ha constatado que Magaluf consiste en un complejo turístico colonizado por británicos, con exageración de distintivos propios de esa nación, donde abundan sus principales comidas, bebidas, banderas y símbolos propios, además de haber creado una completa exclusión de la idiosincrasia y cultura mallorquina.
Por otro lado, mientras que Magaluf ha sido calificado como destino turístico para británicos maleducados de bajo poder adquisitivo y de mal gusto, se ha observado que las quejas vienen casi siempre de la mano de familias con niños, a las que los sobresaltos y comportamientos extravagantes de los jóvenes les resultan molestos.
Además de su fama internacional por la cantidad de turismo de masas, a partir del año 2000 también ha cobrado protagonismo debido a escándalos de carácter sexual y relacionados con las drogas consumidas por algunos turistas, así como por la cantidad de muertes sucedidas por el fenómeno conocido popularmente como Balconing, que consiste en saltar entre los balcones de un hotel o de lugares altos hacia la piscina, perdiendo así en muchas ocasiones la vida.
La principal fuente de quejas sobre la problemática de escándalos relacionados con la actividad musical, escarceos sexuales, prostitución, trifulcas y excesos de embriaguez se concentra en la calle Punta Ballena, (conocida en inglés como The Strip) y siempre a altas horas de la madrugada. Por lo general, el resto del complejo concuerda con la actividad propia de casi cualquier lugar que contenga un alto índice de diversidad turística con un nivel adquisitivo de clase media y popular, y también de la de alto nivel adquisitivo.
Desde el sector privado se ha comenzado a llevar a cabo importantes esfuerzos para renovar la oferta, mediante la implantación de turismo sostenible, así como medidas para alargar la temporada y evitar la estacionalidad que se sufre en invierno. El presupuesto presentado por Meliá Hotels International en 2011 consiste en una inversión de 135 millones de euros. Asimismo, cabe destacar que se han llevado a cabo importantes remodelaciones de las infraestructuras, con ampliación de su playa, de sus aceras y de casi la mayoría de los hoteles, así como la preservación de sus espacios naturales.

## Toponimia
Existen diferentes teorías que intentan explicar el origen de su topónimo: 
- La primera referencia escrita que se dispone data de 1531, como Platges de Magalluf, aunque posteriormente también se denomina al lugar como Es Magaluf o Magalluf, siempre refiriéndose a la playa.[20]

- Según el afamado escritor y lingüista mallorquín Antoni Maria Alcover, Magaluf es nombre propio masculino sarraceno, y respecto al topónimo que es de etimología incierta, probablemente arábiga, a lo que añade que, en Sicilia existe un mote llamado Macalubbi, que significa volcanes de fuego o de aire, que quizás tuviera relación.[20]

- El cartógrafo y arqueólogo Josep Mascaró Passarius escribe en la Gran Enciclopedia de Mallorca, que se trata de un nombre judío, Magaluf Ben Jusef (1234), pero no explica de dónde obtiene esta información, a la que también añade que en 1334, los alcaldes de Andrach y Calviá le debían 20 libras a los hermanos judíos Magalluf y Jusef Fesnati, aunque según el historiador medievalista mallorquín Ramon Rosselló i Vaquer, no da ubicación específica de estas dos personas, por lo que no tiene porqué referirse al lugar.[20][21][22] Asimismo, existen en Mallorca varios personajes de la Edad Media que usan ese mismo nombre, sin relación con este lugar: Magaluf Benbarhon, Magaluf Fatzuat, Magaluff Natiar, Magaluff Doscha y Magaluff Curulli.[23] Igualmente, sin relación con el topónimo, y dentro del ámbito prestamista, cabe destacar un comerciante judío llamado Magaluf al-mili, en 1316.[24]

- Otra hipótesis sugiere que está formado por las palabras del árabe «ma haluf», que vendría a decir «agua puerca» por los salobrales que había en el término, insalubres por ser fuentes de mal olor.[25]

- El pedagogo Pedro Cantarero Verger dice que, deriva de la forma de pronunciar el término Magal-lofa, que en árabe significa gente de palabra.[20]

- El filólogo y lexicógrafo Juan Coromines señala que podría derivar del vocablo árabe vulgar Maqluf, de la palabra Maqlub, que significa girado al revés.[20]

Además de los puntos comentados, en Mallorca existen otros dos topónimos más con similar escritura, documentados en 1331: Es Magalaf, que se refiere a un lugar del municipio de Escorca y la Cueva de Magaluf, que se encuentra en el municipio de Las Salinas.

## Descripción

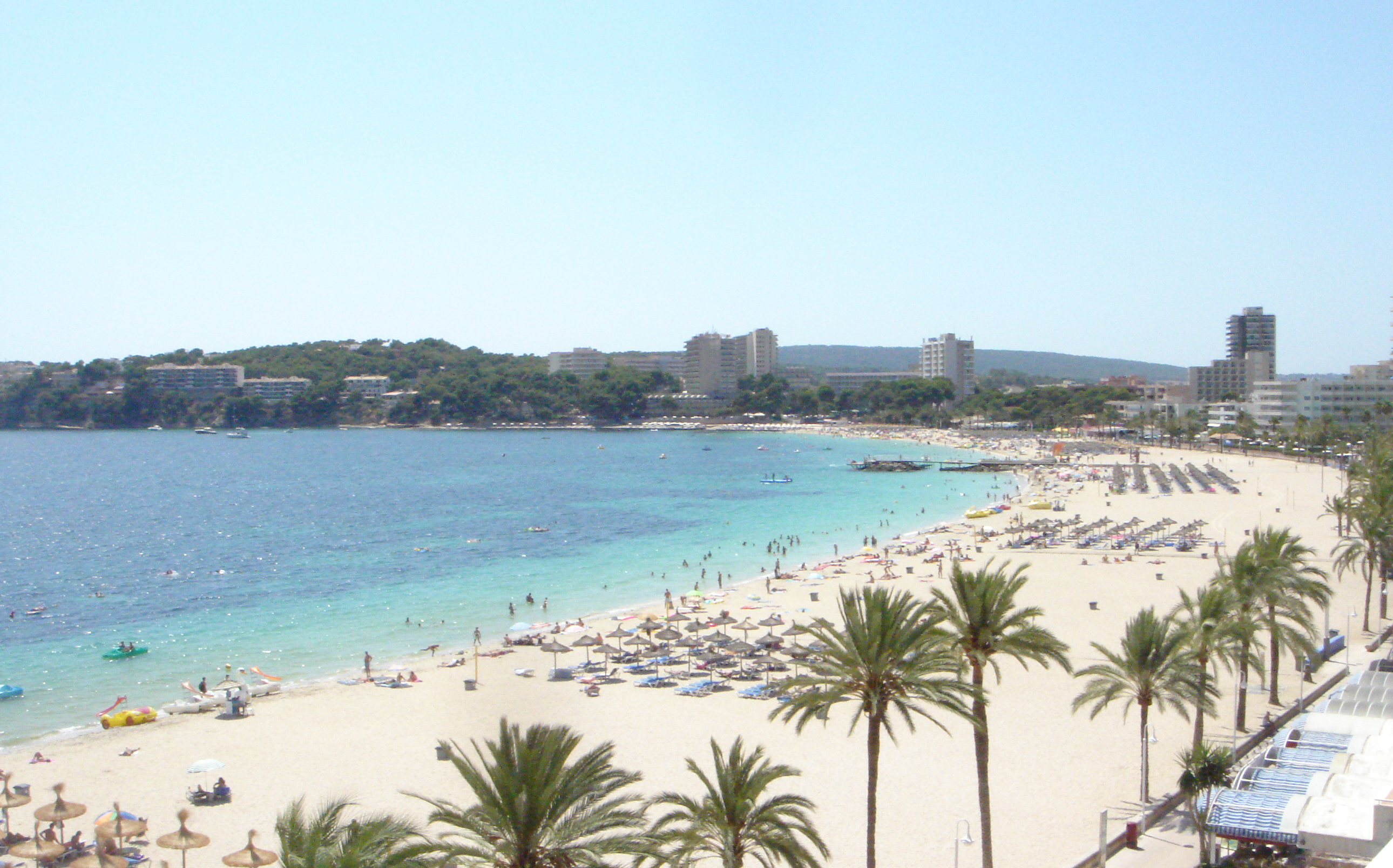
Playa de Magaluf, Mallorca.

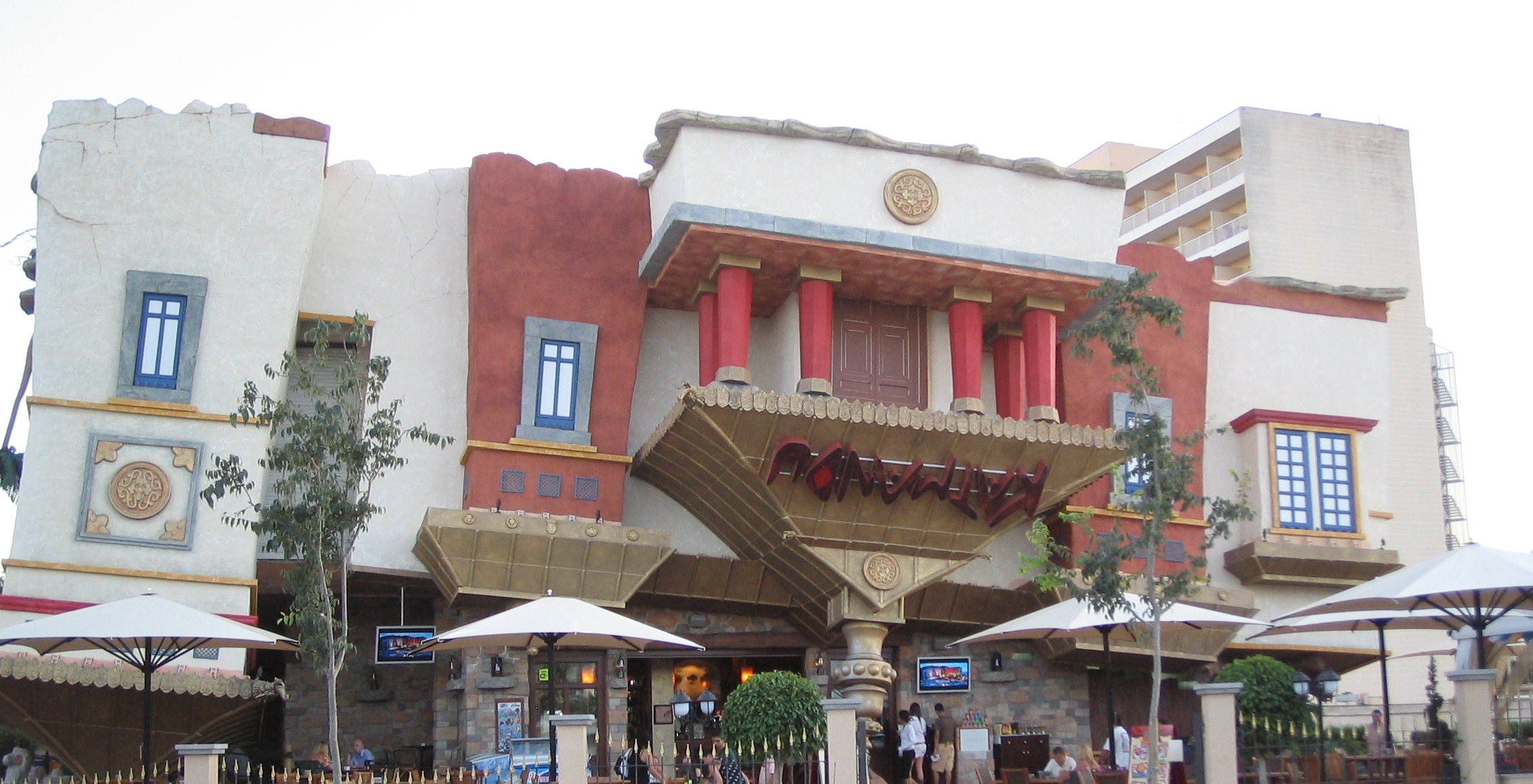
La casa de Katmandú, una de sus principales atracciones turísticas.

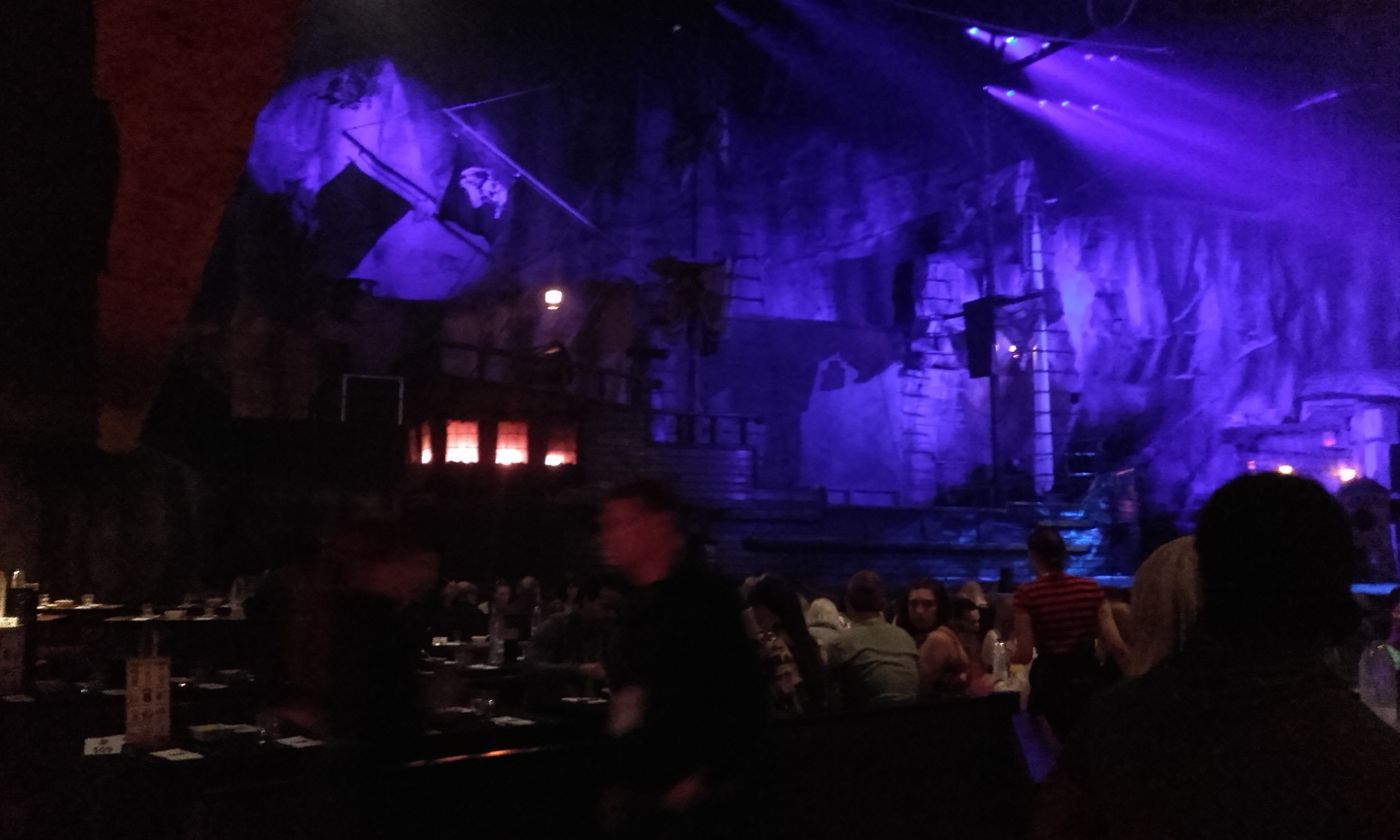
Uno de los establecimientos de la franquicia internacional Pirates Adventure, en Magaluf.

La localidad consiste en un complejo turístico que contiene una playa de 1600 metros de largo por 60 de ancho, conocida con el nombre homónimo de Playa de Magaluf. Posee un centenar de hoteles, hostales y apartamentos, alrededor de doscientos bares, restaurantes, tiendas y clubes nocturnos. 
Aproximadamente el 95% de sus visitantes son de origen británico, siendo el resto de diversas nacionalidades, con mayor porcentaje de escandinavos. Al ser una zona con amplia actividad lúdica y musical durante la noche, existe afluencia de visitantes de origen irlandés, procedentes de la localidad turística de Santa Ponsa, y también desde su vecina Palmanova. 
A modo de satisfacer las necesidades vacacionales de la clase obrera británica y proporcionarles todo aquello que necesitasen, se crearon compañías especializadas en viajes para gente joven, llamadas  Club 18-30, las cuales mediante sus trabajadores persuadieron a sus clientes a comprar tickets para participar en Bar Crawls (recorrido de Pubs) y fiestas en barcos que, promovían comportamientos incivicos y de riesgo.
Desde el punto de vista del turista británico que desea explorar nuevos territorios y conocer nuevas culturas, en contraposición a la oferta de la capital, Palma, Magaluf invita a sus visitantes a formar parte de una especie de producción teatral, dividida en tres escenarios diarios: playa con familias, jóvenes, mayores y niños, jugando y practicando todo tipo de actividades al aire libre y en el mar, para pasar al atardecer, donde todo el complejo se llena de parejas de enamorados, grupos de amigos y familias, todos paseando y acudiendo a restaurantes o a hacer compras en las tiendas y lugares de ocio, para posteriormente llegar a la tercera situación, al caer la noche, donde reina la fiesta multitudinaria, la camaradería y los escarceos sexuales entre sus calles interiores.
Para el turista británico, el concepto de estar en un lugar fuera del Reino Unido queda en parte desvanecido, ya que en Magaluf existen todo tipo de signos de familiaridad que propician un completo acercamiento a sus distintas nacionalidades; ingleses, escoceses y galeses, y no solo con los nombres de los locales, sino que existen todo tipo de alimentos y bebidas británicas: Roast beef y Yorkshire Pudding, fish and chips, beicon inglés, salchichas inglesas, leche inglesa, todo tipo de bebidas de importación, y también muchos dueños de locales son británicos que también trabajan en sus locales y anuncian sus productos con la Bandera del Reino Unido. Por otro lado, los clientes comentan que, aunque la comida servida en los hoteles les parece muy buena, los principales productos de su desayuno inglés, como el beicon, el pan y las salchichas no son como los de ellos. Aunque en algunos casos algunos turistas británicos se introducen en las zonas de españoles para sentir la idiosincrasia local y se hacen amigos de ellos, y vuelven a visitarlos año tras año, para la gran mayoría consisten en unas vacaciones en las que se sienten en una especie de mundo británico artificial y libre de extranjeros inducido por el alcohol.
En un estudio sobre sostenibilidad turística llevado a cabo en una comparación entre el barrio de La Barceloneta, en Cataluña, y Magaluf, se hizo latente que, en este último destino los turistas habían asimilado que es un lugar totalmente permisivo, donde se puede hacer de todo sin tener en cuenta a los residentes ni tener respeto a ellos. Todo esto le ha proporcionado una reputación, sobre excesos de gamberrismo y desfase que no siempre es acorde a la realidad, debido a que cuenta con muchísimas zonas, de hecho la mayoría, donde no se llevan a cabo este tipo de actividades. Respecto a las búsquedas On-line sobre destinos turísticos en Mallorca el lugar más buscado con diferencia es Magaluf, y lo mismo ocurre con las redes sociales, que es también el lugar más mencionado, principalmente por jóvenes que comentan sobre los desfases.
En una investigación etnográfica llevada a cabo por el British Foreign and Commonwealth Office para determinar el comportamiento de la conducta en concepto de ocio nocturno de los jóvenes británicos en España, a efectos de llevar a cabo sistemas de prevención, se encontró una descripción del lugar que decía:

Magaluf; un lugar sobrecargado de música, colores y olores estridentes, una promesa continua y asfixiante de sexo y auto-indulgencia. Sinestesia. Impresiones sensoriales: Mis sentidos están continuamente abrumados. Esto no es realmente un lugar, estamos en ninguna parte, en una región de azul eléctrico y parpadeantes luces magentas. Un espectro que jamás nació, una fantasmagoría punk. Un anti-organismo gigante: colmena bio-urbana de libélulas, hecha de asfalto, sudor y epilepsia. Quimera in vitro de retales, que existe en la luminiscencia de momentos fronterizos, cruzada por explosiones gélidas de azul y hemorragias abrasadoras de carmesí...

## Historia

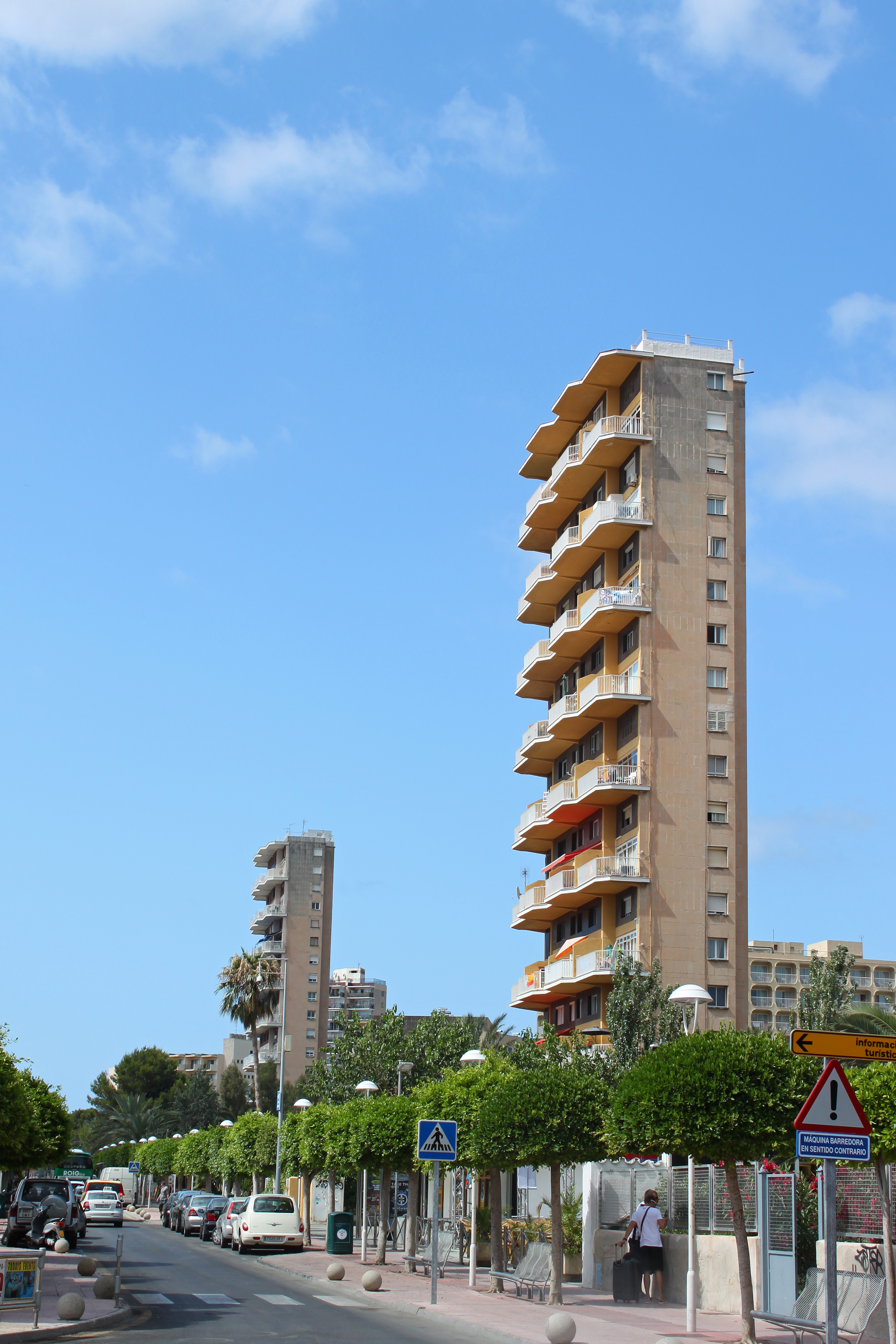
Dos de las tres primeras torres que se edificaron en Magaluf, dando lugar al término urbanístico conocido como balearización.

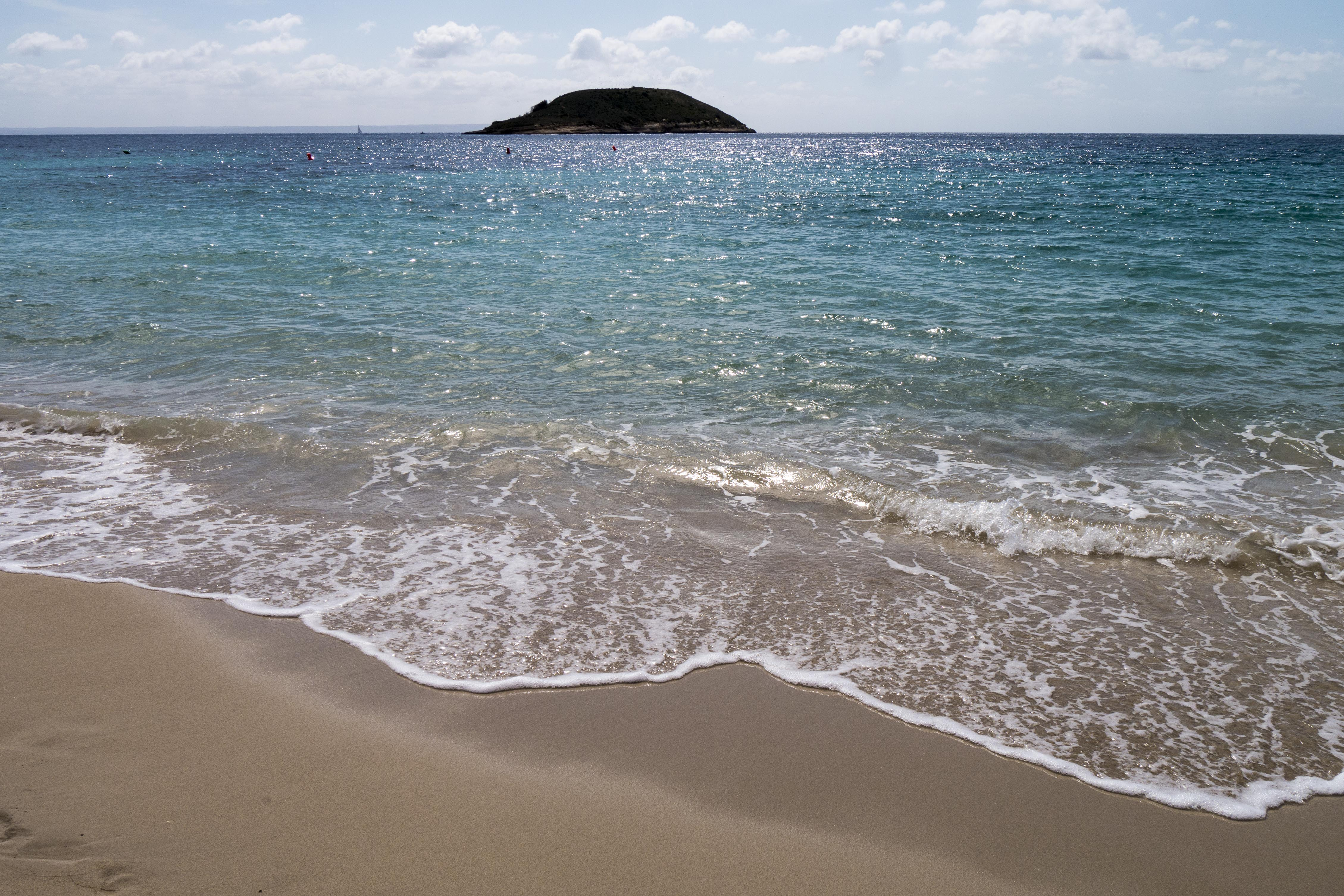
Isla de la Porraza, a la cual es típico que los turistas, tras hacer apuestas, vayan hacia ella a nado alentados por el efecto de proximidad que causan los objetos en el mar.

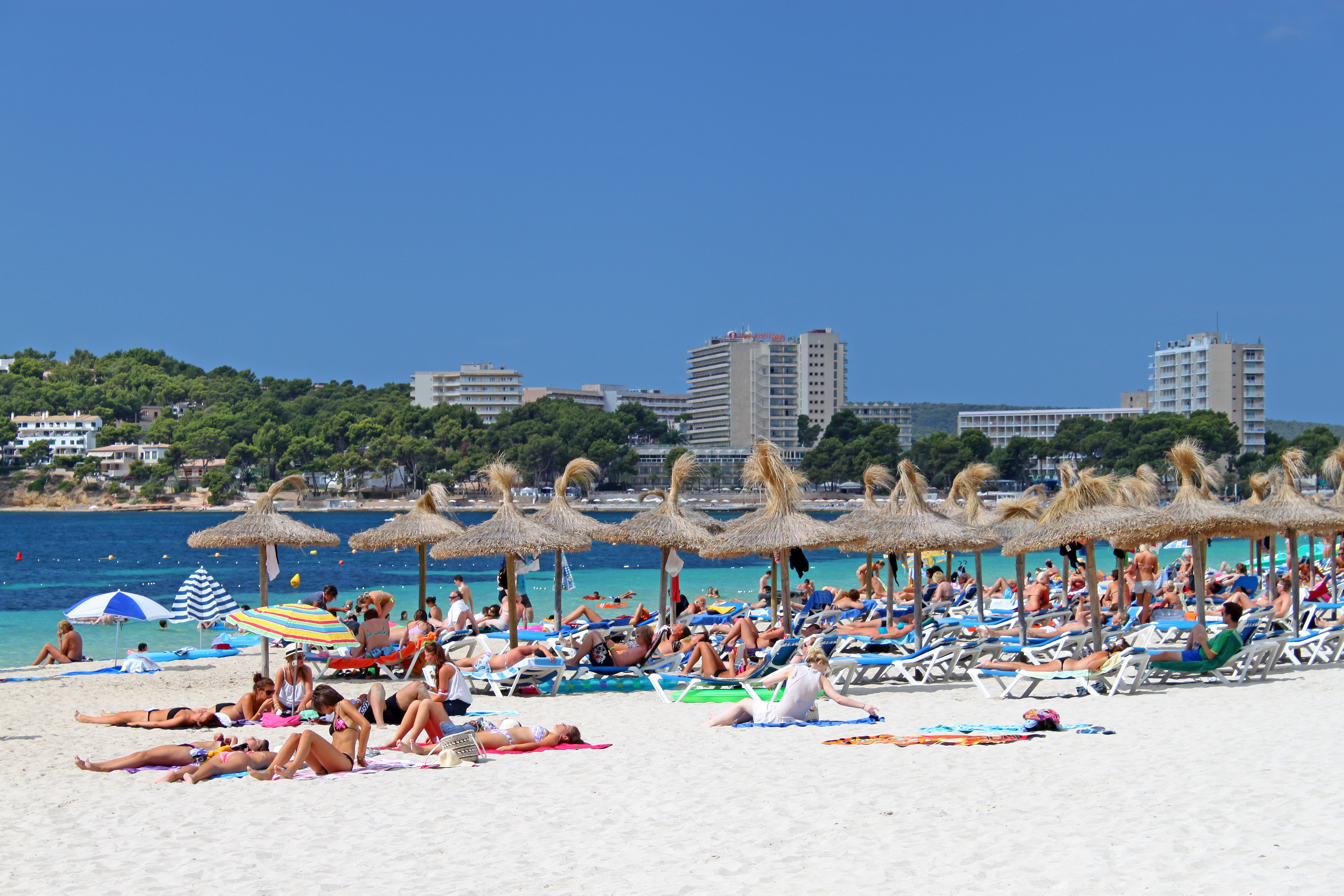
Parte de la playa de Magaluf, con el Hotel Antillas al fondo, del grupo Meliá.

Antes de convertirse en zona turística, consistía en las tierras de una masía llamada Ca's Saboners, todavía existente en 2020, aunque completamente reformada. Se dedicaba, entre otras cosas, a la elaboración de jabón, de ahí su nombre, que en catalán significa Casa de los jaboneros.
El primer hotel que se construyó en la zona fue el emblemático Hotel Atlantic, en 1959, a primera línea de playa. Fue demolido mediante una explosión controlada en 1996, lo cual tuvo cobertura mediática a nivel mundial, como precedente del programa de restauración del complejo turístico. En su lugar se construyó una plaza pública.
Durante los años 1960 se edificaron unas torres vivienda que fueron tomadas como la imagen estereotipada de un fenómeno urbanístico conocido como balearización. Con las primeras oleadas turísticas, algunos empresarios construyeron pequeños hostales en los que alojar a los clientes. La rápida ascensión del turismo supuso que los hoteleros requiriesen mayor demanda de empleo, por lo que hubo un motivo de inmigración por parte de muchos peninsulares (mayoritariamente andaluces) para cubrir la demanda. Asimismo, el sector hotelero construyó junto a sus establecimientos albergues para sus empleados. Con el tiempo, muchos de ellos se instalaron definitivamente en la isla, dando lugar al nacimiento de urbanizaciones como Son Ferrer y Galatzó.
Década de 1970; el nacimiento del ocio y la creación de los primeros Pub
Este rápido ascenso de turistas, propició la creación de nuevos y más grandes establecimientos hoteleros, y la apertura de multitud y nuevos locales de ocio, souvenirs y todo tipo de servicios como oferta complementaria. Al principio, los locales de entretenimiento consistían en simples bares con terraza y restaurantes, donde los turistas pasaban la velada entre música y consumiciones. Poco después, comenzaron a abrirse los primeros Pub, como uno de los más emblemáticos de la zona, el llamado Mano's Place, que abrió sus puertas en 1975. Años después, compitiendo entre todos ellos por acaparar a los clientes, comenzaron a ofrecer espectáculos, donde los camareros hacían malabares con las botellas y bandejas y servían a las mesas rodando con patines, así como ofertas de consumiciones donde al adquirir una bebida te regalaban otra más, en una franja horaria conocida como hora feliz.
Década de 1980; la proliferación de clubes nocturnos y discotecas
A principios de los años 1980, algunos locales musicales comenzaron a contratar a relaciones públicas (los denominados tiqueteros o PR's, del inglés Public Relations), que, a diversas horas, intentaban mediante una serie de ofertas atraer a la clientela hacia el negocio para el que trabajaban, entregando octavillas a los turistas que por la calle viandaban. En 2007, debido a la gran cantidad de relaciones públicas y a la dificultad para controlarlos, el ayuntamiento aprobó una normativa con la prohibición de su actividad en las calles del municipio. No obstante, muchos de ellos, dada su condición de ciudadanos británicos que pasaban desapercibidos entre los turistas, siguieron funcionando sin control, a pesar de que ya no usaban las clásicas octavillas de reclamo. 
Durante la década de los 80, la diversidad de la oferta festiva era muy variada, y para todos los gustos y públicos. Además de una amplia oferta de discotecas y Pubs de todo tipo, había locales dedicados a la música rock, siendo uno de los más emblemáticos el conocido como El Rollo, hoy en día desaparecido, donde se llevaban a cabo competiciones de billar y de dardos, y era lugar de encuentro y ocio de la población española local. Entre esta oferta también se encontraban Pubs y discotecas especializadas en escandinavos, bares donde se tocaba el piano en vivo, salas de máquinas recreativas de videojuegos, boleras, bares de estilo hawaiano, como el desaparecido Kalooha Kahala, que era todo un referente para los enamorados, tíovivos, un club-discoteca salón de baile, también con música en vivo para personas mayores, y un cine, entre otras muchas cosas. Asimismo, además de la amplia gama de discotecas que había a lo largo de toda la zona, los hoteles solían tener su propia discoteca particular, que también abría durante toda la noche y permitía la entrada a cualquier cliente que quisiera abonar un billete de una consumición, además de los alojados en su hotel.
Década de 2000; la reafirmación de complejo turístico especializado en fiestas
Uno de sus complejos hoteleros, formado por cuatro hoteles del grupo Fiesta Hotel Group, que funcionaban con gente joven, decidió sobre el 2010 montar una franquicia gestionada con un nuevo nombre, el Palladium Hotel Group, que renombró a los establecimientos hoteleros como Mallorca Rocks Hotel y Mallorca Rocks Apartments, y comenzaron a traer grupos de rock británicos destacados que daban conciertos en la terraza de los hoteles, con venta de entradas incluida para personas no alojadas en el establecimiento, aunque en 2014 decidieron embarcarse en un proyecto propio.
Con el comienzo de una nueva crisis turística allá en 2010, el gobierno declaró la necesidad de crear unas medidas urgentes para el impulso de la inversión, declarando la administración y el ayuntamiento a la empresa hotelera Meliá Hotels International como de interés autonómico para una reconversión. De este modo, en 2012, Meliá, propietaria de ocho establecimientos hoteleros, con alrededor de 5 000 camas, presentó un proyecto de renovación de la zona, de los hoteles y de la oferta, para conseguir clientes de mayor calidad, junto a otras importantes firmas inversoras como: Fergus, Cursach (BH Hotels) y Viva Hotels, entre otras, denominado Calvia Beach Resort. Esta reconversión de la zona está basada en tres partes, principalmente con apoyo económico de Meliá, ya que ni el gobierno ni el ayuntamiento han colaborado económicamente, aunque sí han acelerado y mejorado los trámites como parte de su sistema de ayuda, y así se abrió el establecimiento Nikki Beach, que es un mini complejo de restauración a primera línea de playa, además de haberse llevado también a cabo reformas generales en varios hoteles y en la calle principal, con un coste de 81,2 millones de euros
sobre un presupuesto inicial basado en 135 millones de euros.
En 2014, uno de los acontecimientos que tuvo resonancia internacional por parte de los medios consistió en que uno de los establecimientos musicales anunció como premio un Free Holiday (Vacaciones gratis en inglés) a la chica que más felaciones realizase a los chicos que estaban en el bar, llegando una de ellas a practicar hasta 24, cuya actuación fue grabada con un teléfono móvil y publicada en las redes sociales sin su consentimiento. Lo más punzante de la situación vino después, cuando la clienta descubrió que el Free Holiday consistía en un coctel, en lugar de unas vacaciones, que es lo que ella había entendido. Sin embargo, este acontecimiento alentó completamente a las autoridades locales a cambiar de una vez las infraestructuras y logística para reposicionar esta mala reputación en otra distinta.
Dentro del Plan Integral de Turismo de las Islas Baleares, en 2018 se llevó a cabo la remodelación de la Avenida Magaluf, que es su calle principal, creando un espacio solo peatonal con mobiliario urbano, jardines, iluminación y embellecimiento mediante pérgolas, donde el ayuntamiento colaboró con el 20% del presupuesto, siendo el resto abonado por el gobierno autonómico, a través del Consorcio Bolsa de Plazas.
En 2020, durante la pandemia de COVID-19, Magaluf volvió a estar en el punto de mira. En esta ocasión, el Gobierno de las Islas Baleares, con una decisión sin precedentes y con el beneplácito del ayuntamiento de Calviá, con el equipo de gobierno del PSOE al frente, cerró todos los locales de ocio y restauración de la calle Punta Ballena, alegando comportamiento incívico por parte de los turistas. No obstante, dicha decisión ha tenido una repercusión negativa en los comerciantes y en algunos trabajadores de negocios de esa calle, que alegan un trato desigual respecto al resto de negocios de ocio de la zona, que sí han permanecido abiertos. Asimismo, las quejas apuntan a que los acontecimientos que provocaron el cierre se debieron a la completa falta de acción policial en la calle, haciendo que un pequeño grupo de turistas llevasen a cabo una serie de altercados, incluyendo subirse a bailar encima de un coche, actuación que fue grabada por la prensa y publicada en los medios, generando así una mala imagen que perjudicó todavía más a la ya denostada zona. Por otro lado, la Asociación de Pequeños y Mediano Comerciantes y Trabajadores de Calvià hizo saber, mediante su portavoz, que reclamarán judicialmente los gastos ocasionados por dicho cierre, que podrían ascender a 18 millones de euros.

## Economía

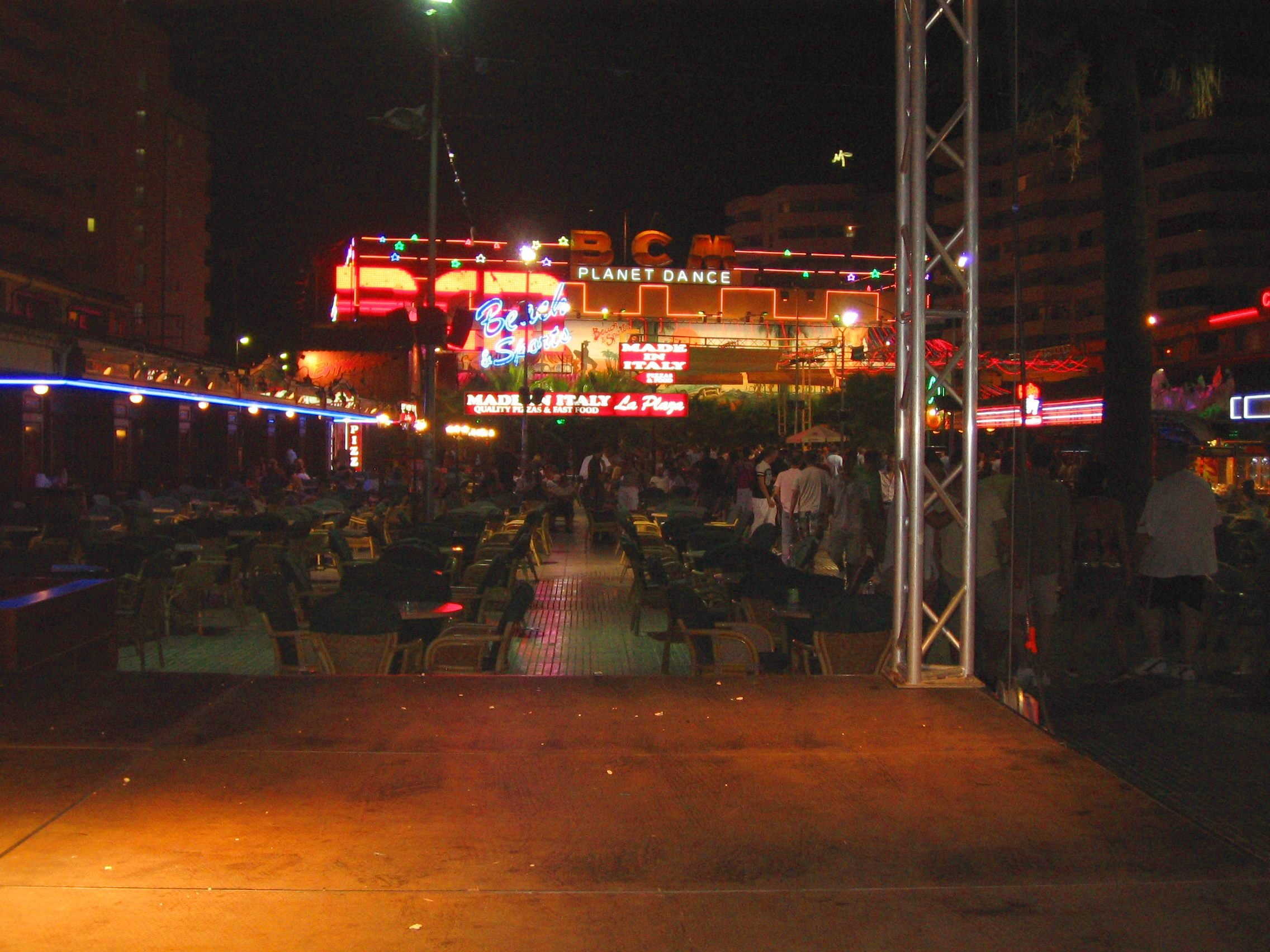
Boulevard de BCM, la mayor sala nocturna de la isla.

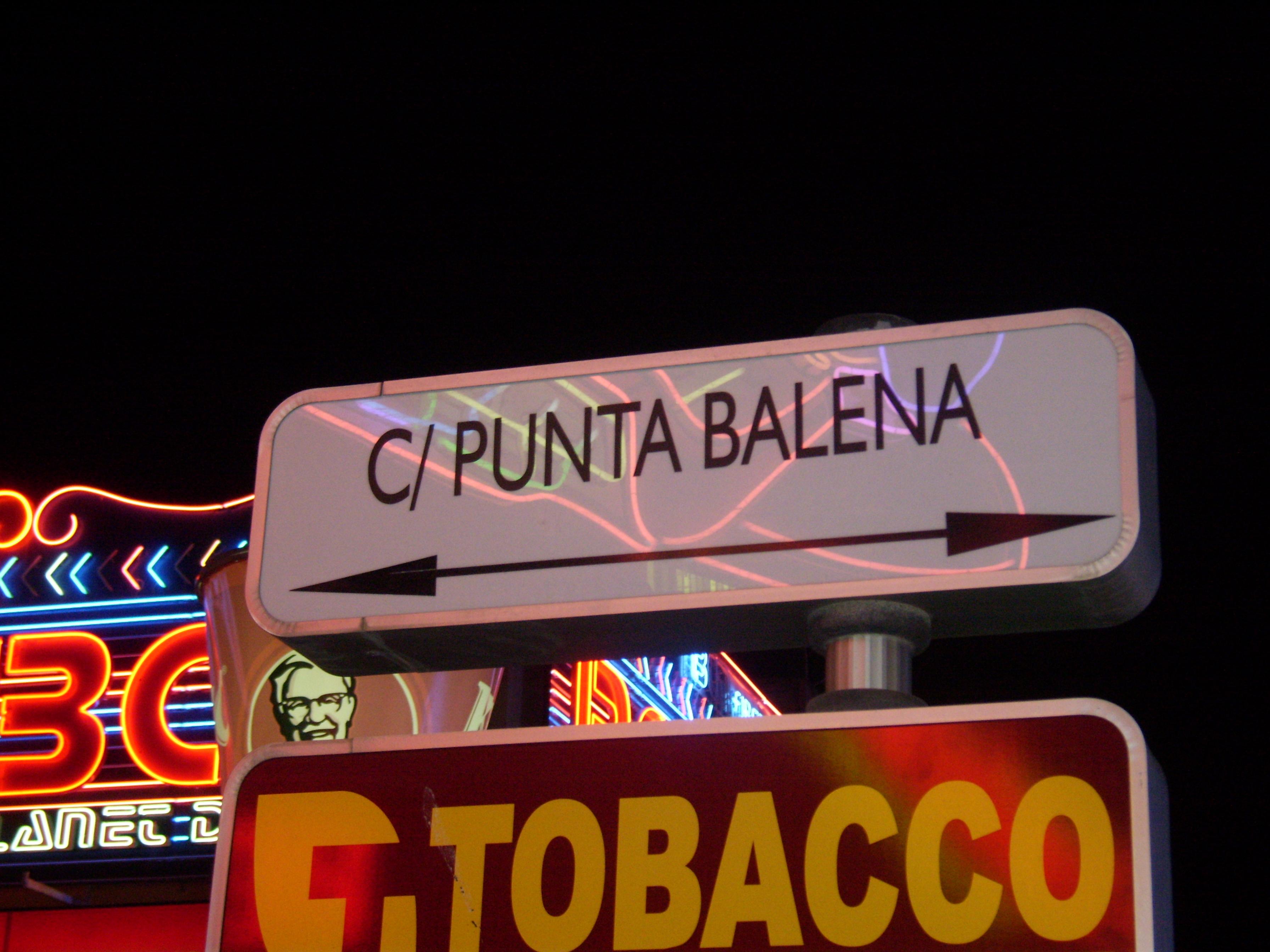
Cartel de la calle Punta Balena.

La temporada turística consiste en el principal motor de la economía calvianense y, por tanto, la de Magaluf. No obstante, a pesar de recibir masificación de turismo durante la temporada alta, sufre de estacionalidad turística en invierno, lo que le supone un problema a resolver desarrollando una nueva propuesta con una mejor oferta y producto. Los meses de temporada alta (junio, julio y agosto) Magaluf está considerada en el término de Calviá y en el resto de la isla como la Reina de la noche. Esta miniurbe se convierte en un resplandor de coloridos neones, terrazas con gigantescas pantallas de televisión, atracciones y masivas cantidades de turistas deambulando por sus calles. Es frecuente cortar el tráfico de la calle más concurrida, Punta Ballena (a la que los británicos llaman The Strip), por las concentraciones de transeúntes. 
El modelo turístico económico de Magaluf está basado en la teoría de la economía nocturna, la cual mediante un sistema de capitalismo desmesurado obtiene beneficio del consumo nocivo para los que lo llevan a cabo y para la sociedad, llevando finalmente a la degradación de la zona.
Debido a sus actividades, Magaluf ha sido rebautizada por sus visitantes británicos con el sobrenombre de shagaluf, (lo que vendría a ser algo así como revolcónluf en español) haciendo alusión a sus algarabías con sexo, pero haciendo hincapié este término en la idea de tener sexo en cualquier lugar y momento, en el sentido sucio o animalista, en comparación con otras formas de hacer el amor. Punta Ballena alberga discotecas, establecimientos de topless, bares, de cocktails, restaurantes, souvenirs, fast foods, joyerías, prostíbulos y salones recreativos, entre otros, y también a la popular BCM Planet Dance, reconocida como la mayor sala de fiestas de la isla.
Algunas compañías como la multinacional Fiesta Hotel Group (propiedad del exministro y magnate ibicenco Abel Matutes) ofrecen estancias especiales para jóvenes, convirtiendo a todo el complejo en un lugar de amplia diversión. En 2002, la playa contaba con 880 hamacas, 415 sombrillas, 17 velomares, tres embarcaciones a motor, así como instalaciones de ski-náutico, ski-bus, ski-paracaídas, balón volea y zona lúdico deportiva.

## Atracciones

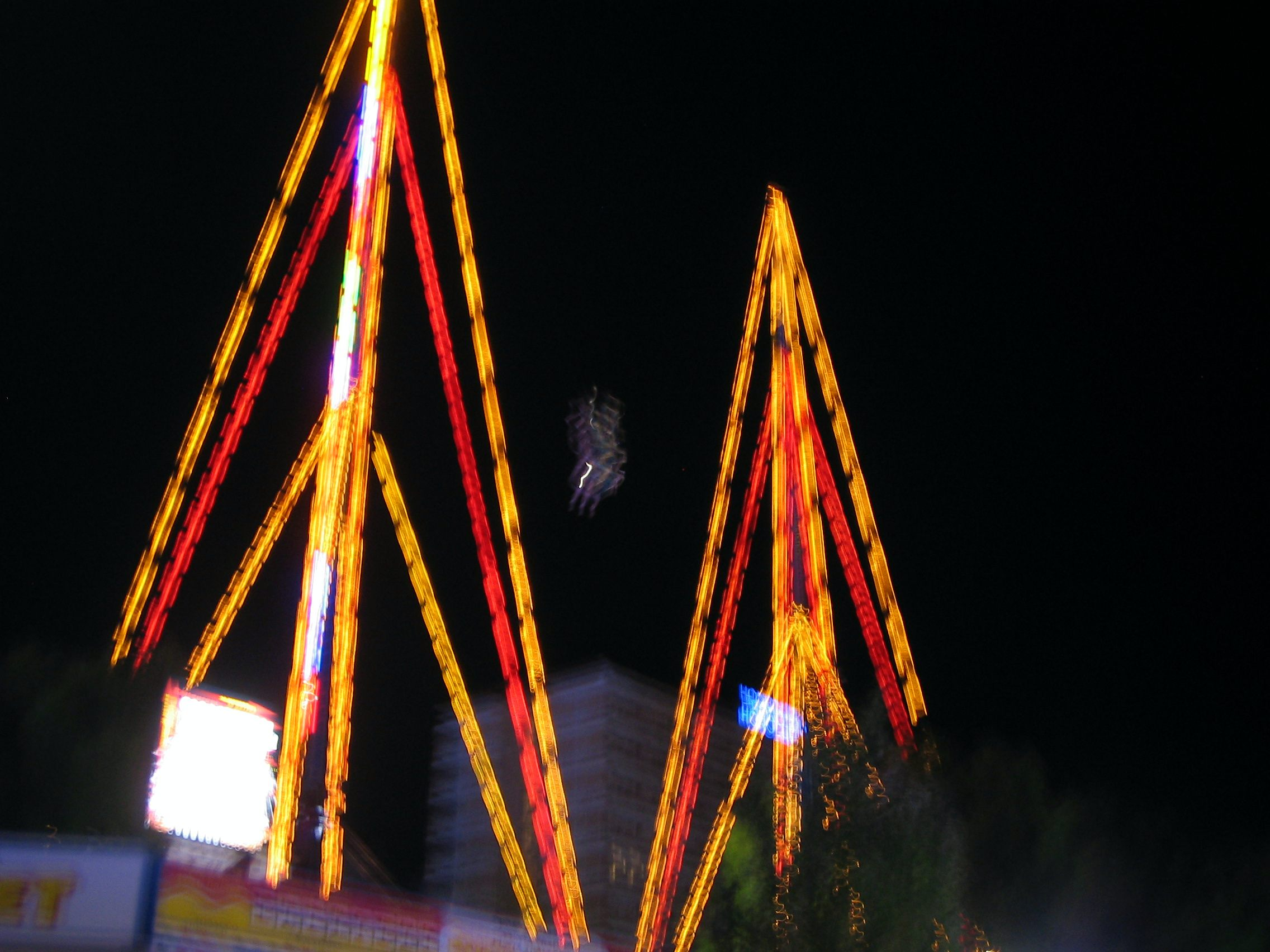
El tirachinas de la calle Punta Ballena.

Entre su variada y amplia oferta de atracciones turísticas incluye un local de la franquicia internacional conocida como Pirates Adventure, que además consiste en uno de los principales espectáculos de la isla. Ofrece dos sesiones del mismo espectáculo a diario; una versión para todos los públicos y una para adultos.
En la calle Punta Ballena se encuentra una de las casas más antiguas de la zona, un impresionante chalet conocido como Casa Blanca, el cual durante la década de 2000 funcionaba como restaurante barbacoa, discoteca, además de albergar el concurrido tirachinas, en el que cientos de jóvenes se lanzaban por diversión durante las noches.

## Fauna y flora
De los primeros estudios llevados a cabo por botánicos de la isla, como Francisco Barceló y Combis, existen trabajos que hablan sobre el especial interés que tenía Magaluf por la cantidad de referencias a su prado.
Dentro de la familia de las plumbagináceas, Magaluf cuenta con una variedad endémica de saladina llamada Limonium magallufianum, documentada por el catedrático y botánico Leonardo Llorens, de la Universidad de las Islas Baleares, así como cuatro más de este mismo género, que crecen en sus antiguos salobrales.
Entre las aguas de Magaluf, en 2011, ya que crece entre bancos de posidonia oceánica, típicos del mar Mediterráneo, se encontraron ejemplares del molusco Pinna nobilis que, respecto a los hallados en otras zonas de la isla, o alrededor, como el parque nacional de Cabrera, tenían los valores isotópicos de nitrógeno y carbón más altos. Por otro lado, en otro estudio, se demostró que la actividad humana indujo al Pinna nobilis estrés oxidativo evidenciado por el incremento de defensas antioxidantes y un descenso de la actividad acetilcolinesterasa. En unos estudios estratigráficos sobre el período Cuaternario de las islas Baleares se encontraron numerosos y variados restos de quelípedos de "patas cursoras", (Ocypoda cursor) en el yacimiento tirreniense de Magaluf. También, en sus aguas, en las zonas rocosas, se encuentra la variedad de pulpo conocida como octopus vulgaris, inofensiva para el humano además de ser comestible.

## Bienestar social

### Educación
La oferta de centro educativo público se compone de un colegio, situado en la zona residencial conocida como Ca's Saboners, que proporciona educación infantil y primaria. Asimismo, cuenta con un centro de la tercera edad compartido con la localidad colindante de Palmanova, donde también está situado este edificio.

### Sanidad
Magaluf cuenta con una unidad básica de salud. Asimismo, en temporada alta, dada la demanda, existen varios centros privados que atienden urgencias las 24h., incluidas visitas a domicilio, principalmente a los hoteles por lo que son médicos que hablan varios idiomas.

### Deportes
En el ámbito deportivo cuenta con un polideportivo municipal provisto del siguiente equipamiento:
- Campo de fútbol de césped artificial.

- Gimnasio de musculación.

- Sala de actividades dirigidas.

- Dos pistas de squash.

- Seis pistas de tenis de tierra batida.

- Piscina al aire libre.

Asimismo, cuenta también con una pista de atletismo certificada por la Real Federación Española de Atletismo, con zona de entrenamiento al aire libre que posee una pista de 400 metros, que también contiene una zona de descarga de 500 metros, un campo de césped natural, un circuito de cross de 1 km y cuestas para trabajar con desniveles, entre otras cosas. Cuenta también con un módulo interior de 60 metros de largo con seis carriles, para la práctica de velocidad. Sus instalaciones están completamente equipadas con todos los distintos materiales: jabalinas para lanzamiento, conos, vallas, así como vestuarios y sala de conferencias, fitness y almacén.

### Seguridad
Está operativo el sistema de Emergencias 112, que atiende cualquier situación de urgencia. La Seguridad Ciudadana está a cargo de la Guardia Civil, que cuenta con un Servicio de Atención al Turista Extranjero, y también se encarga de la seguridad la policía local.